# Mycosphaerella shoreae
Mycosphaerella shoreae är en svampart som beskrevs av Crous & U. Braun 2001. Mycosphaerella shoreae ingår i släktet Mycosphaerella och familjen Mycosphaerellaceae.   Inga underarter finns listade i Catalogue of Life.